# Nay Myo Aung
Nay Myo Aung, född 19 juli 1986, är en burmesisk bågskytt. Han deltog vid olympiska sommarspelen 2008 och 2012.